# Pacha et les Chats
Pacha et les Chats est une série télévisée québécoise pour la jeunesse en 196 épisodes de 15 minutes créée par Christiane Duchesne et les Productions Prisma, diffusée à partir du 16 septembre 1991 à la Télévision de Radio-Canada. 

## Voix
- Michel P. Ranger : voix de Pacha
- Richard Lalancette : voix d'Igor et Pico
- André Meunier : voix de César
- Johanne Rodrigue : voix de Cali
- Louise-Anouk Ouellet : voix de Rosie

## Fiche technique
- Réalisation : Richard Lahaie, André Guérard, Peter Svatek
- Scénarios : Claude Roussin, Danièle Desrosiers, Dominique LeBourhis, Franck Duval, Jean Bellemare, Léopold St-Pierre, Marie-Louise Nadeau, Marielle Ferragne, Michèle Poirier, Odette Rochon, Paule Marier, Vincent Lauzon
- Musique : Patrice Dubuc, Yves Laferrière
- Décors : Éric Daudelin[1]
- Société de production : Télévision de Radio-Canada

## International
Elle été doublée en anglais sous le titre de Kitty Cats, Pacha y los gatos en espagnol, Gatos Rabinos en portugais, et קיטי קט וחומי en hébreu.